# Kościół św. Katarzyny Aleksandryjskiej w Sierakowicach

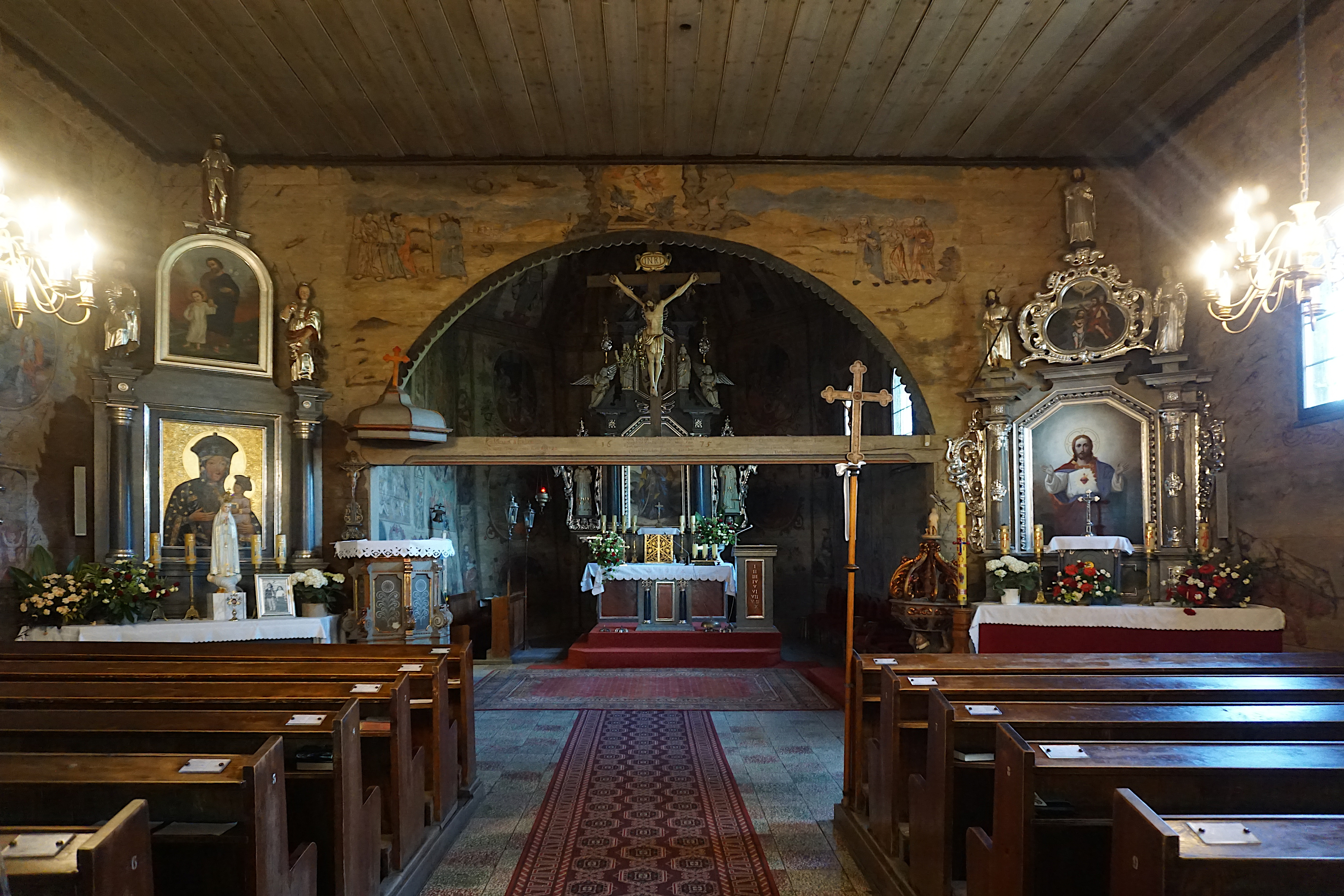
Wnętrze kościoła

Kościół pw. św. Katarzyny Aleksandryjskiej – zabytkowy, drewniany kościół katolicki znajdujący się w Sierakowicach w powiecie gliwickim w województwie śląskim. Jest kościołem filialnym parafii Trójcy Świętej w Rachowicach w dekanacie Pławniowice w diecezji gliwickiej.
Kościół znajduje się na Szlaku Architektury Drewnianej województwa śląskiego na głównej trasie oraz w pętli gliwickiej. W pobliżu kościoła przebiegają także:
- Szlak Stulecia Turystyki,
- Szlak Powstańców Śląskich,
- szlak rowerowy nr 15[4].

## Historia
Pierwsze wzmianki o kościele w Sierakowicach pochodzą z 1447 roku, został on jednak rozebrany w 1673 r. W 1675 wybudowano obecny kościół. W 1679 połączono parafie w Sierakowicach i pobliskich Rachowicach. W 1679 roku kościół w Sierakowicach jest już opisywany jako kościół filialny parafii rachowickiej. Budowniczym świątyni był cieśla Joseph Jozek.
Kościół wielokrotnie odnawiano, m.in. w latach 1819–1820, 1886, 1947, 1953 i 1957. W roku 2001 odkryto oryginalne polichromie z XVII wieku, które następnie poddano gruntownej renowacji w latach 2003–2010. W roku 2011 zbudowano nowe organy.

## Architektura i wyposażenie
Kościół orientowany, drewniany typu śląskiego, wybudowany jest w konstrukcji zrębowej, z wieżą konstrukcji słupowej. Nawa na rzucie wydłużonego prostokąta, prezbiterium węższe, wydłużone, zamknięte trójbocznie. Do prezbiterium po stronie północnej przylega prostokątna zakrystia, poprzedzona przedsionkiem. Od zachodu dostawiona jest wieża na rzucie kwadratu, z kruchtą w przyziemiu. Nawa i prezbiterium kościoła otoczone są otwartymi sobotami. Dach nad nawą wysoki, dwuspadowy, z wieżyczką na sygnaturkę; nad prezbiterium dach wielospadowy. Wieża nakryta dachem namiotowym, ośmiobocznym. Ściany kościoła pobite gontem. Nawa przekryta stropem płaskim, w prezbiterium znajduje się sklepienie pozorne. Tęcza o wykroju półkolistym z profilowaną belką tęczową. W części zachodniej nawy znajduje się chór muzyczny wsparty na 6 słupach. 
Wyposażenie kościoła barokowe. Ołtarz główny z 1678 roku przedstawia św. Katarzynę Aleksandryjską. Ołtarz boczny prawy, barokowy, zapewne z XVII wieku, z obrazem Serce Pana Jezusa z XIX wieku. Ołtarz boczny lewy, z XIX wieku, z obrazem Matki Boskiej Częstochowskiej (sprzed 1800 roku). Barokowa ambona i chrzcielnica z XVIII wieku. W kościele znajdowały się także, skradzione około 1992 r., gotyckie rzeźby św. Marii Magdaleny, Matki Boskiej z Dzieciątkiem i św. Katarzyny. Wewnątrz kościoła zachowały się także drzwi z okuciami i zamkiem z XVII wieku.

## Wystrój wnętrza

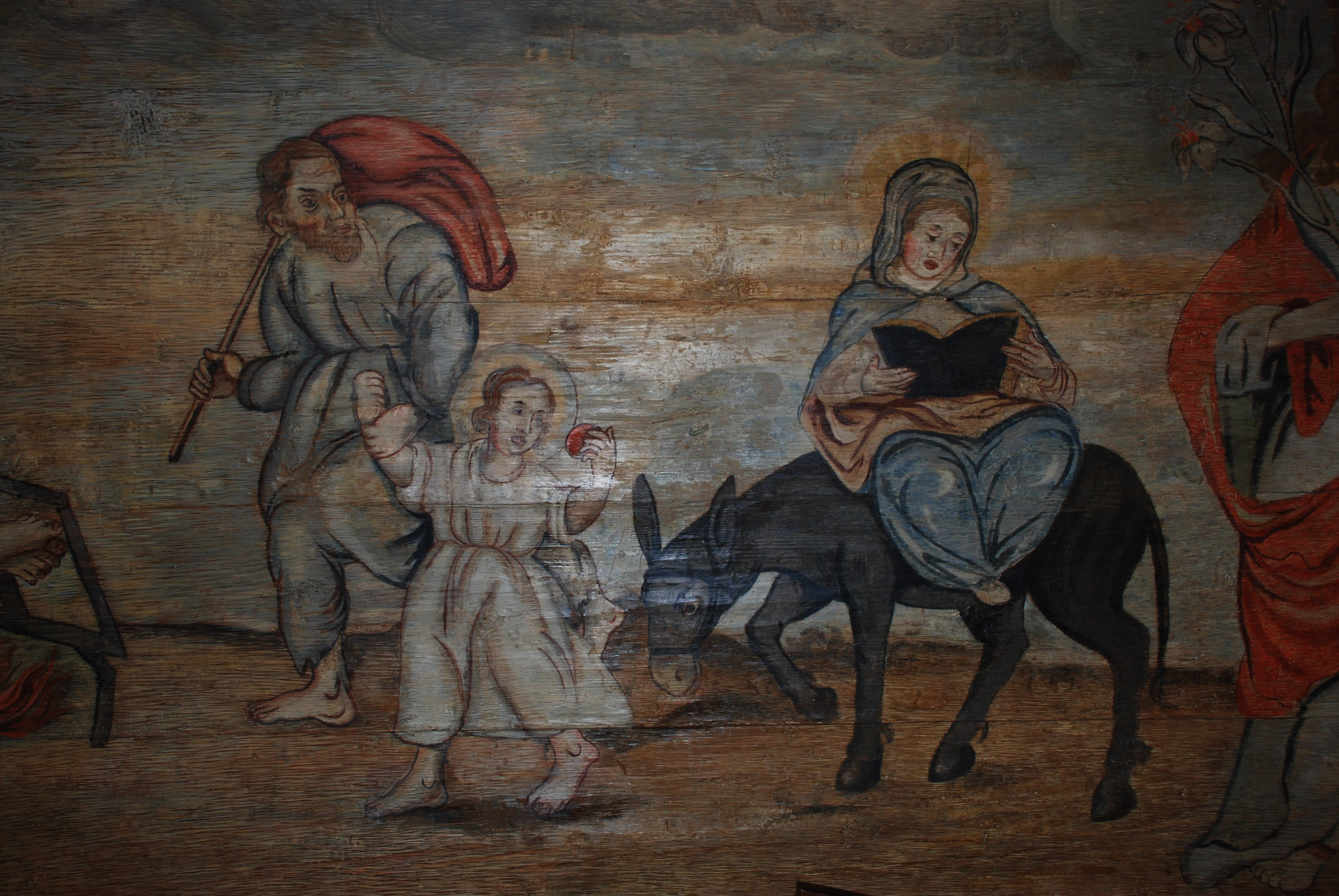
Polichromia nawy, ściana południowa - Święta Rodzina powracająca z Egiptu

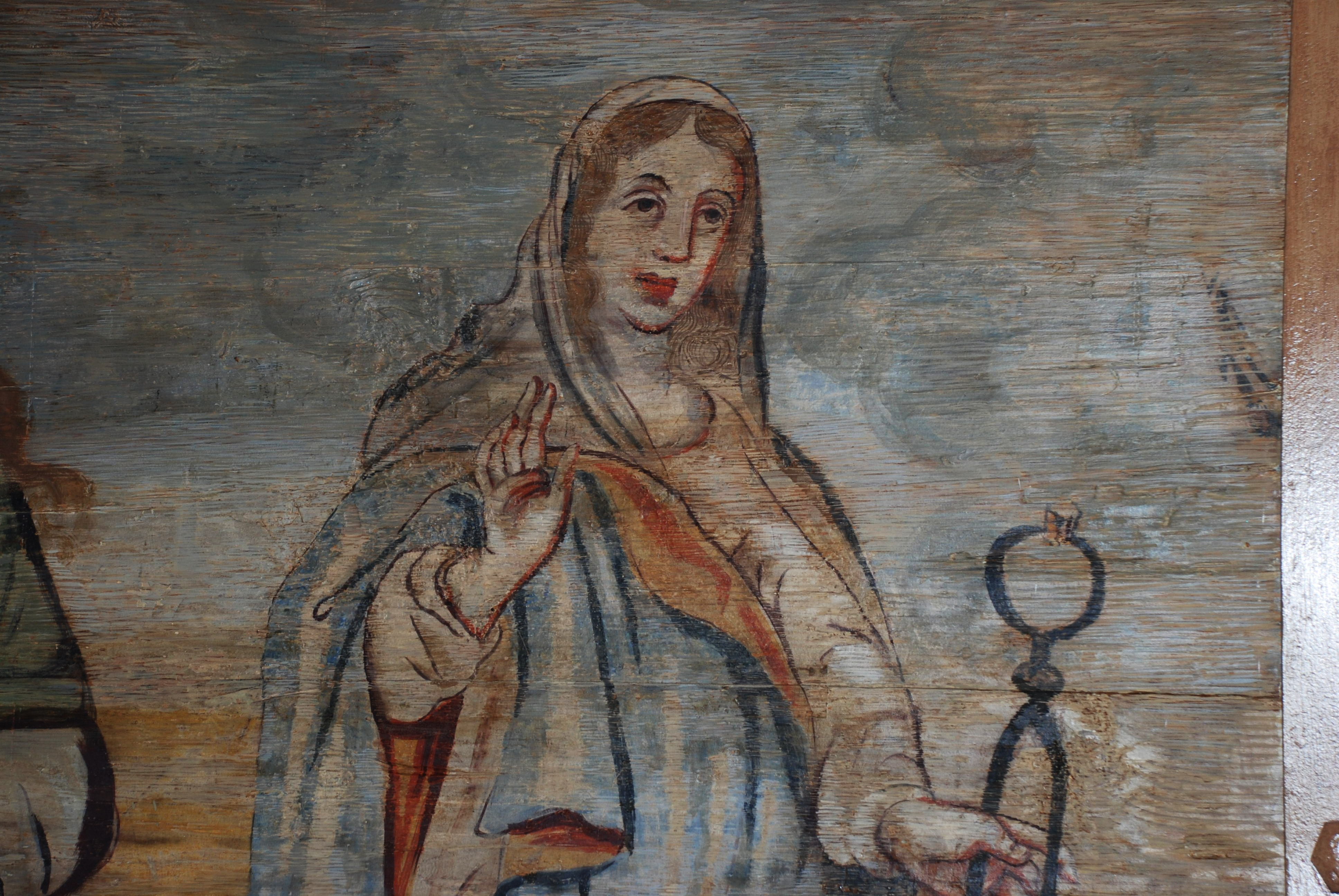
Polichromia nawy, ściana południowa - Św. Apolonia

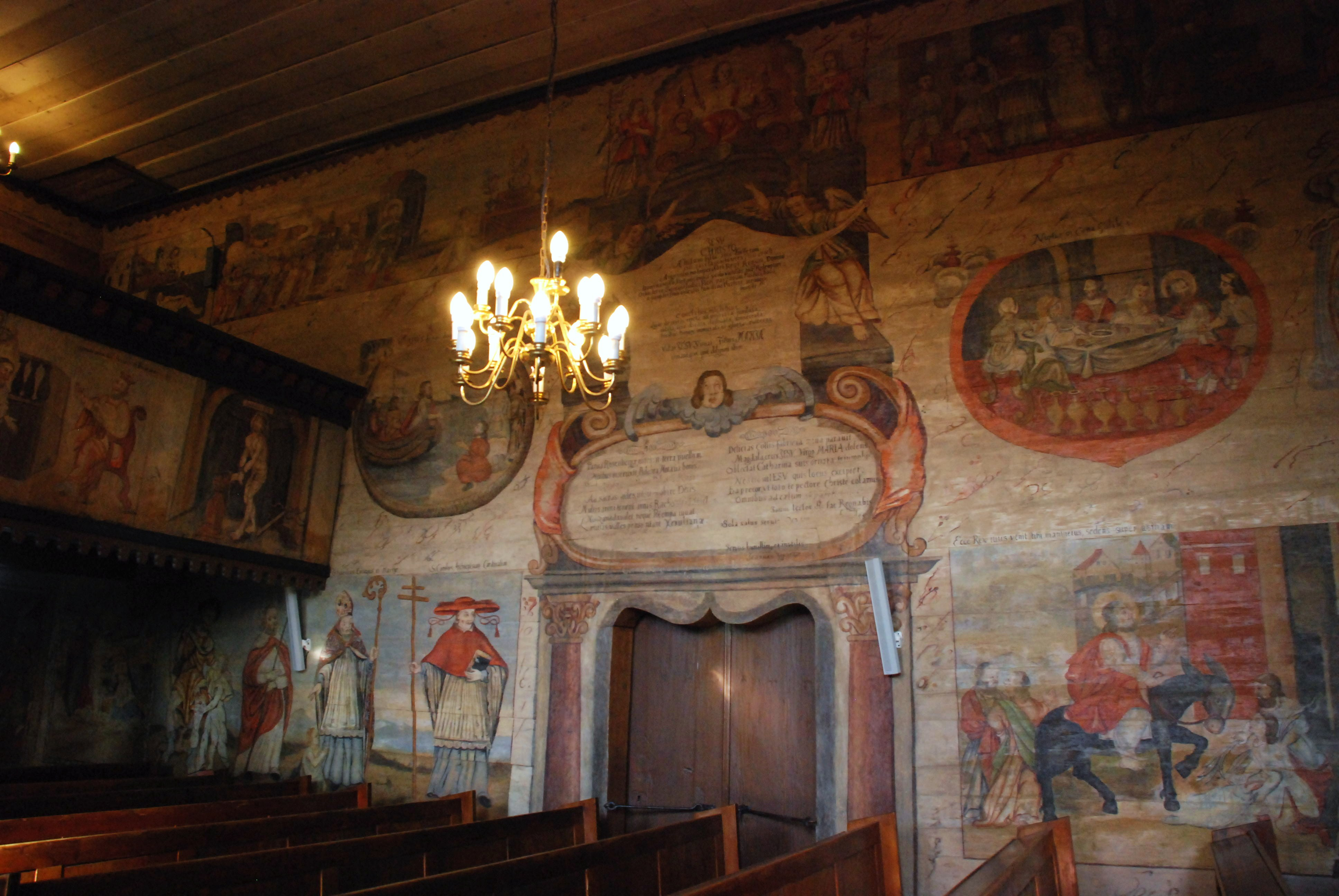
Nawa, widok ogólny ściany północnej

W 2001 r. odkryto we wnętrzu całego kościoła zamalowane polichromie figuralne z XVII wieku. Dekorację malarską całkowicie odkryto spod przemalowań oraz poddano konserwacji w latach 2003-2010. Polichromie wykonane są w technice tłustej tempery, bezpośrednio na drewnie. 
Sceny i przedstawienia namalowane we wnętrzu kościoła:
Prezbiterium
Ściana południowa: Obmycie nóg Apostołom przez Chrystusa, Chrystus w Emaus, Chrystus Dobry Pasterz, Anioł Stróż, Św. Jan Ewangelista, Św. Krzysztof, Zwiastowanie NMP (zachowana częściowo).
Ściana zachodnia: Personifikacje Cnót, Święci Apostołowie Piotr i Jan w drodze do Grobu Pańskiego, Adam i Ewa.
Ściana północna: Sąd Ostateczny, Archanioł Gabriel, Św. Mateusz Ewangelista, Chwała Chrystusa ze Zbawionymi, Anioł wzywający do pokuty i nawrócenia, Św. Antoni z Padwy.
Ściana wschodnia: Jawnogrzesznica obmywająca nogi Chrystusowi, Chrystus u Łazarza i sióstr Marii i Marty, Objawienia św. Jana na wyspie Patmos - polecenie napisania listów do Kościołów oraz przekazanie księgi ostatecznych wyroków, Archanioł Rafael, Św. Łukasz Ewangelista, Archanioł Michał, Św. Marek Ewangelista, Krzyż przydrożny, Adam i Ewa.
Sklepienie: Chrystus Zmartwychwstały z Bogiem Ojcem, Św. Ludwik IX Król Francji, Św. Leopold III Margrabia Austrii, Św. Kazimierz, Królewicz Polski, Św. Stefan I Król Węgier, Prorok Mojżesz, Król Dawid, Arcykapłan Aaron.
Nawa
Ściana wschodnia: Zmartwychwstanie Chrystusa, Spotkanie Chrystusa Zmartwychwstałego z uczniami w drodze do Emaus, Niewiasty idące do Grobu Chrystusa.
Ściana północna: Nawrócenie Szawła pod Damaszkiem, Powołanie celnika Mateusza, Zaślubiny NMP ze św. Józefem, Adoracja NMP przez nierozpoznanego świętego, Pogrzeb NMP, św. Aleksy, Obfity połów, Wesele w Kanie Galilejskiej, Chrystus Pantokrator ze sceną fundacyjną, Chrystus nauczający z łodzi, Owoc Ofiary Bezkrwawej (wydobywanie dusz czyśćcowych), Ofiara Bezkrwawa (msza święta), Wjazd Chrystusa do Jerozolimy w Niedzielę Palmową, Św. Karol Boromeusz, Św. Stanisław, Św. Joachim, Św. Roch, Wiara kobiety kananejskiej.
Ściana południowa: Chrystus powierza władzę Piotrowi, Chrystus i Zacheusz, Narodzenie NMP, Św. Jakub Apostoł adorujący NMP, Św. Łukasz malujący obraz NMP, Św. Gerard z Csanad, Św. Tomasz z Akwinu, Św. Jakub Apostoł, Synowie Zebedeusza, Córka Jaira i kobieta cierpiąca na krwotok, Św. Wawrzyniec, Święta Rodzina powracająca z Egiptu, Św. Rozalia, Św. Apolonia, Św. Małgorzata z Antiochii, Św. Katarzyna Aleksandryjska z Chrystusem Oblubieńcem, nierozpoznany święty, Św. Walenty, Bogacz i ubogi Łazarz.
Ściana zachodnia: Św. Hilarion z Gazy, Św. Jan Chrzciciel, Św. Paweł z Teb, Św. Antoni z Egiptu, Św. Hieronim, Św. Gallus (przedstawienie częściowo zachowane), Miłosierny Samarytanin, Chrystus wypędzający przekupniów ze świątyni, Chrystus wypędzający Złego Ducha, Chrystus uzdrawiający głuchoniemego (scena zachowana częściowo).
Balustrada chóru muzycznego: Pojmanie Jezusa, Jezus przed Annaszem, Jezus przed Kajfaszem, Jezus przed Piłatem, Jezus przed Herodem, początek Męki Pańskiej.

## Otoczenie
Kościół znajduje się na cmentarzu, do którego wejście prowadzi przez drewnianą bramkę krytą gontem (bramkę wpisano do rejestru zabytków 5 września 2023, nr rej. A/1256/23). W pobliżu kościoła znajduje się także kaplica św. Jana Nepomucena z XIX wieku.